# Archips xylosteana

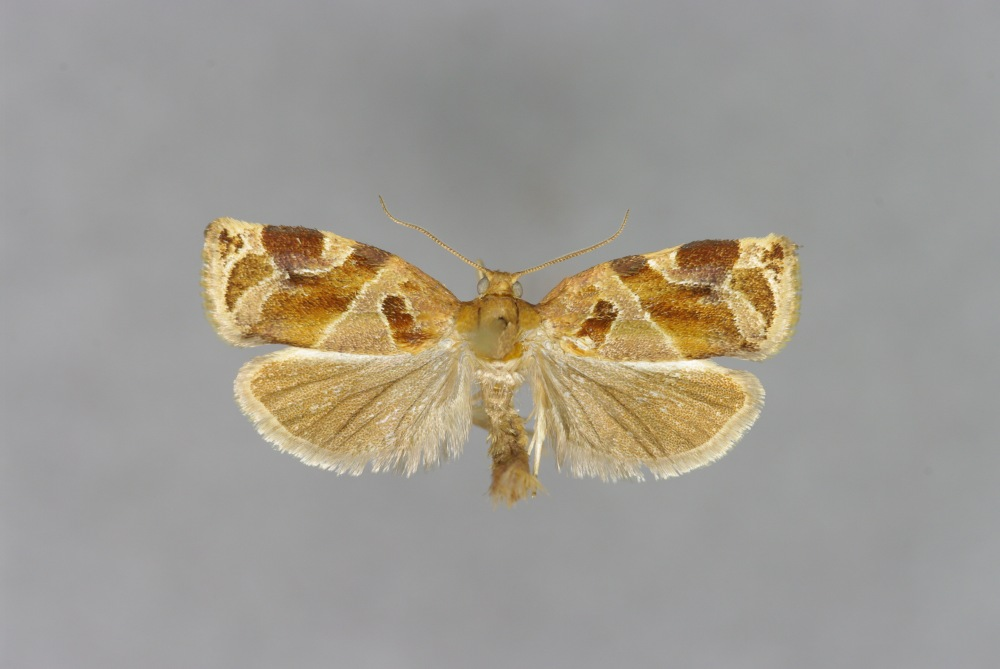
Präparat mit gespannten Flügeln

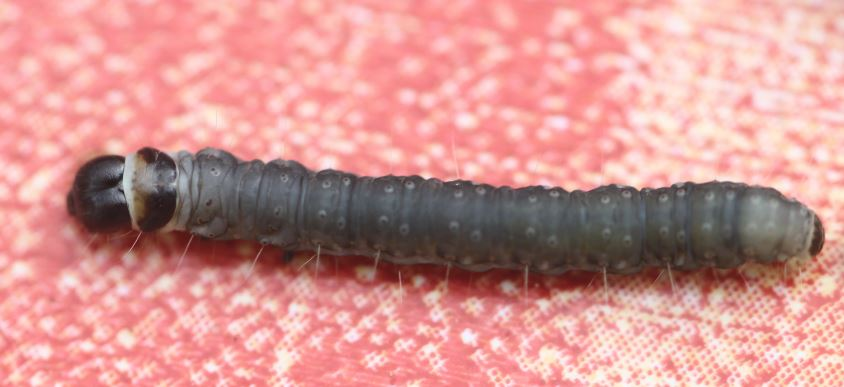
Raupe

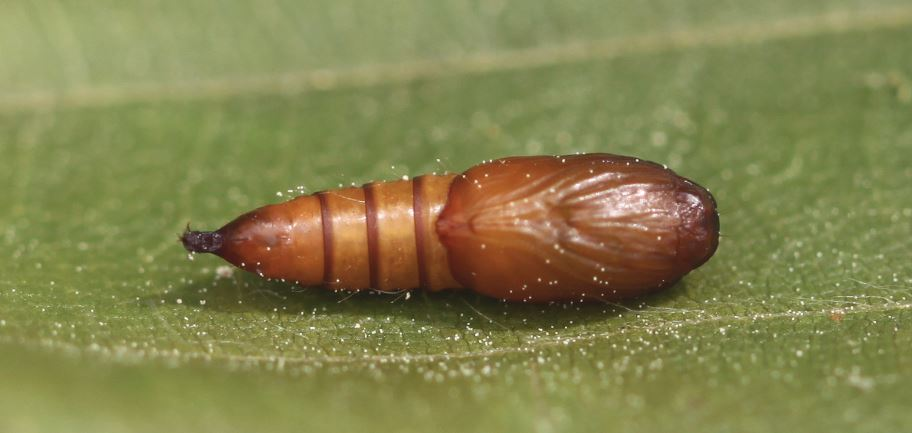
Puppe

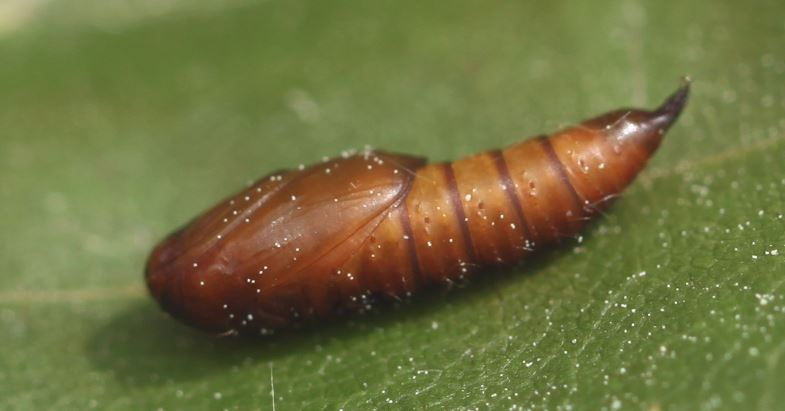
Puppe

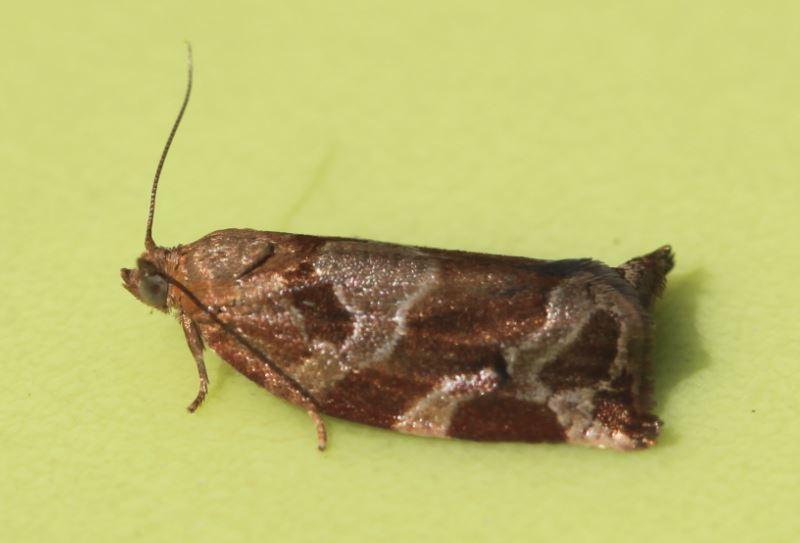
Frisch geschlüpfter Falter

Archips xylosteana, auch als Brauner Laubholzwickler bekannt, ist ein Schmetterling (Nachtfalter) aus der Familie der Wickler (Tortricidae).

## Merkmale
Die Falter erreichen eine Flügelspannweite von 15 bis 23 Millimeter und besitzen eine ockerfarbene Grundfärbung. Die Weibchen sind normalerweise etwas größer als die männlichen Tiere.
Die Raupen sind weißlich grau bis dunkel blaugrau gefärbt und haben einen schwarzen Kopf. Der Nackenschild ist dunkelbraun bis schwarz. Sie erreichen eine Länge von etwa 2 cm.
Die Puppe ist orange-farben und misst knapp einen Zentimeter.

### Ähnliche Arten
Ähnliche Arten sind Archips crataegana, diese ist aber kleiner und zeichnet sich durch ein scheckigeres Erscheinungsbild aus sowie Archips podana.

## Vorkommen
Die Falter sind an bewaldeten Stellen und in Gärten zu finden. Die Art ist in Europa weit verbreitet.

## Lebensweise
Die Raupen ernähren sich polyphag von verschiedenen Laubbäumen und Büschen, man findet sie vor allem an Eichen (Quercus), Ulmen (Ulmus), Linden (Tilia), Hasel (Corylus), Ahornen (Acer), Eschen (Fraxinus) und verschiedenen Obstgehölzen. Sie leben in einem zusammengesponnenen Blatt und verpuppen sich auch dort. Die Falter ruhen tagsüber im Laub von Bäumen und Büschen, wo sie bei einer Störung schnell auffliegen und in ein anderes Versteck fliegen. Die Flugaktivität beginnt mit der Dämmerung und kann vor allem an Hecken beobachtet werden.

### Flug- und Raupenzeiten
Archips xylosteana bildet eine Generation im Jahr, die von Juni bis August fliegt. Die Raupen können von Mai bis Juni angetroffen werden.

## Taxonomie
In der Literatur werden folgende Synonyme verwendet:
- Archips westriniana Thunberg, 1784
- Archips characterana Hübner, 1793